# Epichostis antigama
Epichostis antigama är en fjärilsart som beskrevs av Edward Meyrick 1908. Epichostis antigama ingår i släktet Epichostis och familjen plattmalar. Inga underarter finns listade i Catalogue of Life.